# 穆捷苏萨让通
穆捷苏萨让通（法語：Moutiers-sous-Argenton，法語發音：[mutje su.z‿aʁʒɑ̃tɔ̃]，意为“阿让通下方的穆捷”）是法国德塞夫勒省的一个旧市镇，属于布雷叙尔区。2016年，穆捷苏萨让通与临近的5个市镇合并为新市镇阿让托奈。

## 地理
穆捷苏萨让通（46°57'13"N, 0°23'35"W）面积36.4 平方千米，位于法国新阿基坦大区德塞夫勒省，该省份为法国西部内陆省份，北起曼恩-卢瓦尔省，西接旺代省，南至夏朗德省和滨海夏朗德省，东临维埃纳省。
与穆捷苏萨让通接壤的市镇（或旧市镇、城区）包括：马赛、阿让托奈、布雷敘爾、勒布勒伊苏萨让通、拉沙佩勒戈丹、库隆日图阿尔赛、莫泽图阿尔赛、阿让通莱瓦莱。

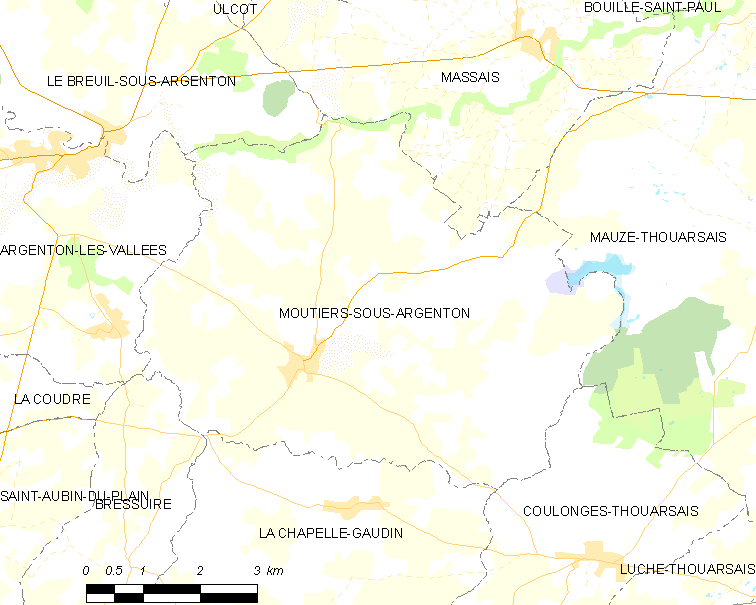
穆捷苏萨让通的OSM定位图

穆捷苏萨让通的时区为UTC+01:00、UTC+02:00（夏令时）。

## 行政
穆捷苏萨让通的邮政编码为79150，INSEE市镇编码为79187。

## 政治
穆捷苏萨让通所属的省级选区为莫莱翁县。

## 人口

1962-2008年间穆捷苏萨让通人口变化图示

穆捷苏萨让通于2018年1月1日时的人口数量为576人。